# Innuendo
Innuendo (engl. Andeutung, Anspielung) ist das 13. Studioalbum der britischen Rockgruppe Queen. Es erschien im Februar 1991 und ist das letzte Album, das zu Lebzeiten ihres Frontmanns Freddie Mercury veröffentlicht wurde.

## Das Album
Kurz nachdem die Aufnahmen zu dem vorherigen Werk The Miracle im Januar 1989 abgeschlossen worden waren, arbeitete die Band bereits seit März desselben Jahres im Studio an Material für ein weiteres Studioalbum. Aufgrund des gesundheitlichen Zustandes des Leadsängers Freddie Mercury war es zu dieser Zeit nicht mehr möglich, auf Tournee zu gehen, weshalb die Gruppe Zeit in die Aufnahmen neuer Lieder investieren konnte.
Kurz nach Ostern 1987 war festgestellt worden, dass sich Mercurys HIV-Infektion zu AIDS entwickelt hatte (Quelle Interview Peter Freestone), jedoch bestritt der Sänger weiterhin in der Öffentlichkeit, dass er ernsthaft erkrankt sei. Laut Gitarrist Brian May wurden er und der Rest der Gruppe im Studio Montreux erst im Januar 1991 – weniger als einen Monat vor der Veröffentlichung von Innuendo – über Mercurys verschlechterten Gesundheitszustand informiert. Insgesamt erstreckten sich die Aufnahmen zum Album bis November 1990, also über einen Zeitraum von mehr als eineinhalb Jahren.

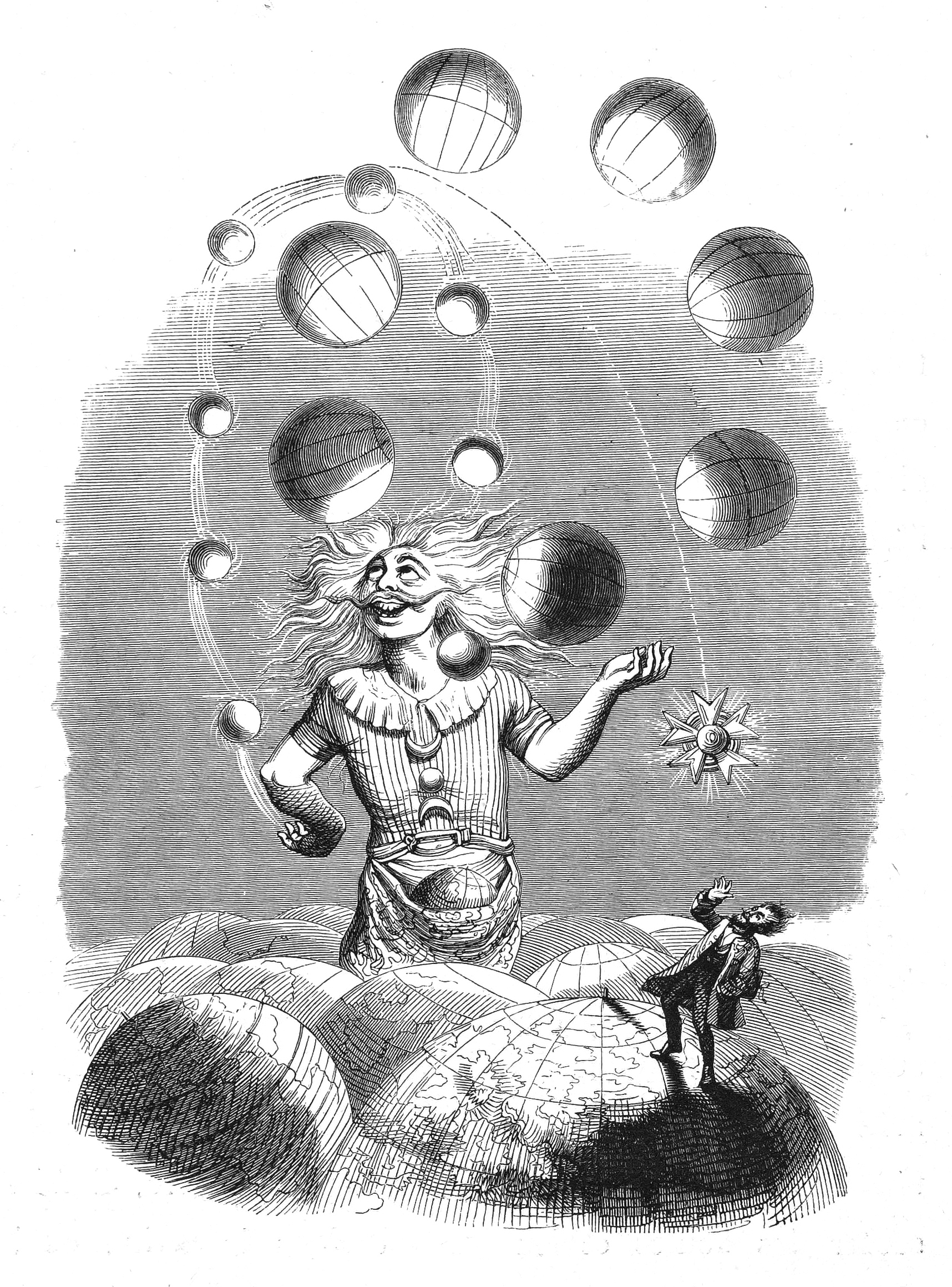
Grandville: Illustration aus Un Autre Monde (1843/44)

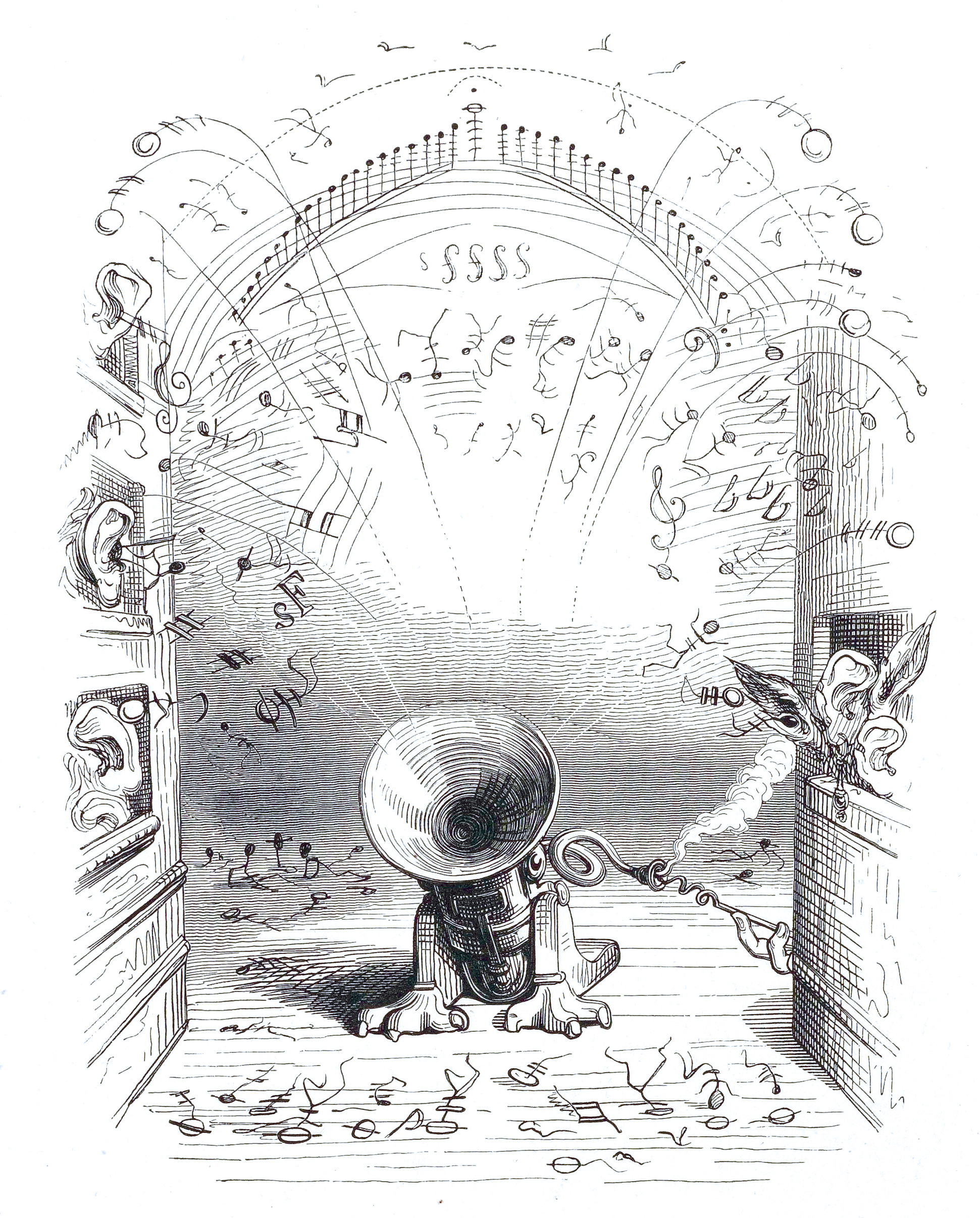
Für die Coverrückseite verwendete Grafik (Un Autre Monde)

Ein Vierteljahr nach Fertigstellung der neuen Aufnahmen wurde Innuendo schließlich im Februar 1991 veröffentlicht, obwohl die Gruppe das Album ursprünglich bereits zu Weihnachten des Vorjahres auf den Markt bringen wollte. Dieses Vorhaben konnte jedoch aufgrund Mercurys Gesundheitszustands nicht eingehalten werden. Das Cover des Albums wurde von der Band und Richard Gray gestaltet. Es basiert auf Zeichnungen des französischen Künstlers Grandville. Innuendo war das letzte Studioalbum der Gruppe mit Mercurys direktem Mitwirken. Wenige Wochen vor dessen Tod erschien mit Greatest Hits II eine Titelzusammenstellung, die fast alle Singleveröffentlichungen der Band zwischen 1981 und 1991 (also auch von Innuendo) auf einem Album zusammenfasst.

## Titelliste
In den Produktionsnotizen auf dem Album sind für alle Stücke Queen als Komponisten angegeben (mit Ausnahme des zusammen mit Mike Moran geschriebenen All God’s People, für das Queen und Moran angegeben wurden). Die tatsächlichen Hauptautoren finden sich in eckigen Klammern.
1. Innuendo [Mercury/Taylor] – 6:31
2. I’m Going Slightly Mad [Mercury] – 4:22*
3. Headlong [May] – 4:38*
4. I Can’t Live with You [May] – 4:33*
5. Don’t Try So Hard [Mercury] – 3:39*
6. Ride the Wild Wind [Taylor] – 4:42
7. All God’s People [Mercury/Moran] – 4:21*
8. These Are the Days of Our Lives [Taylor] – 4:15*
9. Delilah [Mercury] – 3:35
10. The Hitman [May/Mercury] – 4:56*
11. Bijou [May/Mercury] – 3:36*
12. The Show Must Go On [Deacon/May/Mercury/Taylor] – 4:35*

Die Vinyl-Ausgabe enthält alternative, gekürzte Versionen der mit *bezeichneten Stücke („für Vinyl bearbeitete Versionen“); Don’t Try So Hard ist als neunter Titel zwischen Delilah und The Hitman platziert.
Zwei weitere Lieder erschienen auf den B-Seiten von Maxi- bzw. CD-Singles: I’m Going Slightly Mad beinhaltet Lost Opportunity (May), und auf der Single Headlong wurde erstmals der in den siebziger Jahren aufgenommene Titel Mad the Swine (Mercury) veröffentlicht (siehe dazu das Album Queen).
Aufgenommen wurde Innuendo von David Richards, dem die Toningenieure Noel Harris und Justin Shirley-Smith zur Seite standen.

## Informationen zu den einzelnen Titeln

### Innuendo
Das musikalische Grundkonzept dieses Liedes erarbeiteten Deacon, May und Taylor bei einer gemeinsamen Jamsession in Montreux. Mercury stellte das Stück später fertig, indem er dem Lied die Melodie und zusammen mit Roger Taylor den Text hinzufügte. Das Flamenco-Zwischenspiel nahm der Yes-Gitarrist Steve Howe auf, der sich zu jener Zeit zufällig in Montreux aufhielt.

### I’m Going Slightly Mad
Die Grundlage zu Freddie Mercurys I’m Going Slightly Mad entstand in seinem Londoner Haus, nachdem er, inspiriert durch Texte von Noël Coward, ein Lied über das Verrücktwerden schreiben wollte. Zum humorvollen, gleichzeitig melancholischen Text trug auch der damals anwesende Peter Straker, ein Freund Mercurys, bei. I’m Going Slightly Mad wurde von Queen als einer der ersten Songs des Albums in den Mountain Studios in Montreux aufgenommen. Das Schwarzweiß-Video zur zweiten Singleauskoppelung drehten DoRo am 13., 14. und 15. Februar 1991.

### Headlong
Brian May hatte Headlong ursprünglich für sein Soloalbum Back to the Light geschrieben, an dem er zur gleichen Zeit arbeitete. Als er jedoch Mercury diesen Titel singen hörte, entschied May Headlong mit Queen zu produzieren. Headlong wurde als dritte Single des Albums veröffentlicht. Das zugehörige Video zeigt die Band live spielend im Studio und enthält unter anderem eine von May gespielte Gitarrenpassage, die bisher auf keiner sonstigen Veröffentlichung des Stücks zu finden ist.

### I Can’t Live with You
Auch Mays I Can’t Live with You war anfänglich für sein Solo-Album vorgesehen gewesen. Den Drumcomputer programmierte May. Die Aufnahme klingt vergleichsweise „laut“ produziert, da Teile der Demoversion auch für den endgültigen Album-Mix verwendet wurden. Eine nachträglich mit von Taylor gespieltem Schlagzeug eingespielte Version erschien 1997 auf der Kompilation Queen Rocks.

### Don’t Try So Hard
Laut Brian May, der Don’t Try So Hard zu seinen persönlichen Favoriten unter den Queen-Stücken zählt, wurde dieses Lied hauptsächlich von Freddie Mercury geschrieben.

### Ride the Wild Wind
Roger Taylor schrieb Ride the Wild Wind und nahm ein von ihm selbst gesungenes Demo auf. In Queens Version singt jedoch Mercury den überwiegenden Teil der Leadvocals, wenngleich an einigen Stellen auch Taylors Stimme zu hören ist.

### All God’s People
All God’s People wurde von Freddie Mercury und Mike Moran eigentlich für Mercurys Barcelona-Projekt (mit Montserrat Caballé) mit dem Titel Africa by Night geschrieben. Er hatte später May um Gitarrenbegleitung gebeten, was schließlich dazu führte, dass die ganze Band den Song interpretierte. Diese wurde von Moran mit Keyboards begleitet.

### These Are the Days of Our Lives
These Are the Days of Our Lives wurde von Taylor geschrieben. Die Keyboards wurden von den Bandmitgliedern im Studio programmiert. Das Musikvideo zu diesem Song war Mercurys letzter Auftritt in einem Video, und mit einem Abschiedsblick in die Kamera flüstert Mercury am Ende des Songs „I still love you“ (Ich liebe dich immer noch). Zu dem Zeitpunkt, als das Video gedreht wurde, war es nicht mehr möglich gewesen zu verbergen, dass Mercury ernsthaft erkrankt war. Das Video war in Farbe gedreht, aber in Schwarzweiß umgewandelt worden. Zu einem späteren Zeitpunkt wurden auch die Farbaufnahmen veröffentlicht.

### Delilah
Freddie Mercury schrieb Delilah über seine gleichnamige Katze. Bei der Aufnahme der mittels E-Gitarre erzeugten „Miau“-Töne verwendete Brian May zum ersten Mal eine Talkbox.

### The Hitman
Die Grundidee zu The Hitman stammte ebenfalls von Mercury. Die ursprüngliche Version auf den Keyboards wurde in einer anderen Tonart geschrieben. May nahm Mercurys Ansatz und änderte die Tonart, so dass es möglich war, den Titel auf der Gitarre zu spielen. So nahm er die härtere Version des Stücks als Demo auf. Auch die Hintergrundbegleitung wurde von May gesungen.

### Bijou
Bijou wurde von Mercury zusammen mit May geschrieben. Mercury erstellte die Akkorde, den Text und den Titel des Liedes, und zusammen erarbeiteten sie die Gitarrenparts. Mercury sang die Strophe, und dann setzte May in der Melodiestimme mit seiner Red Special ein. Der Titel weicht außerdem in seiner Struktur von anderen Queen-Songs ab. May spielt mit seiner Gitarre das erste und letzte Drittel des Stücks, während Mercury den Mittelteil sang.

### The Show Must Go On
Dieser Titel wurde von allen Bandmitgliedern gemeinsam erarbeitet. Die Ausgangsmelodie basiert auf einer simplen Akkordabfolge, die Taylor und Deacon komponiert hatten. Dazu schrieben May und Mercury den Text, nachdem sie ein Thema gefunden hatten.

## Kommerzieller Erfolg

### Chartplatzierungen

#### Album
| ChartsChartplatzierungen       | Höchstplatzierung | Wochen |
| ------------------------------ | ----------------- | ------ |
| Deutschland (GfK)              | 1 (48 Wo.)        | 48     |
| Österreich (Ö3)                | 2 (20 Wo.)        | 20     |
| Schweiz (IFPI)                 | 1 (36 Wo.)        | 36     |
| Vereinigte Staaten (Billboard) | 30 (17 Wo.)       | 17     |
| Vereinigtes Königreich (OCC)   | 1 (37 Wo.)        | 37     |

| ChartsJahrescharts (1991) | Platzierung |
| ------------------------- | ----------- |
| Deutschland (GfK)         | 15          |
| Österreich (Ö3)           | 33          |
| Schweiz (IFPI)            | 7           |

#### Singleauskoppelungen
| Jahr | Titel                  | Höchstplatzierung, Gesamtwochen, AuszeichnungChartplatzierungen (Jahr, Titel, , Platzierungen, Wochen, Auszeichnungen, Anmerkungen) | Höchstplatzierung, Gesamtwochen, AuszeichnungChartplatzierungen (Jahr, Titel, , Platzierungen, Wochen, Auszeichnungen, Anmerkungen) | Höchstplatzierung, Gesamtwochen, AuszeichnungChartplatzierungen (Jahr, Titel, , Platzierungen, Wochen, Auszeichnungen, Anmerkungen) | Höchstplatzierung, Gesamtwochen, AuszeichnungChartplatzierungen (Jahr, Titel, , Platzierungen, Wochen, Auszeichnungen, Anmerkungen) | Höchstplatzierung, Gesamtwochen, AuszeichnungChartplatzierungen (Jahr, Titel, , Platzierungen, Wochen, Auszeichnungen, Anmerkungen) | Anmerkungen                                                |
| Jahr | Titel                  | DE | AT | CH | UK | US | Anmerkungen                                                |
| ---- | ---------------------- | --- | --- | --- | --- | --- | ---------------------------------------------------------- |
| 1991 | Innuendo               | DE5 (16 Wo.)DE | AT12 (10 Wo.)AT | CH3 (12 Wo.)CH | UK1 Silber · (6 Wo.)UK | — | Erstveröffentlichung: 14. Januar 1991 Verkäufe: + 200.000  |
| 1991 | I’m Going Slightly Mad | DE42 (10 Wo.)DE | — | — | UK22 (5 Wo.)UK | — | Erstveröffentlichung: 4. März 1991                         |
| 1991 | Headlong               | — | — | — | UK14 (4 Wo.)UK | — | Erstveröffentlichung: 13. Mai 1991                         |
| 1991 | The Show Must Go On    | DE7 (23 Wo.)DE | — | CH11 (11 Wo.)CH | UK16 Silber · (10 Wo.)UK | US— GoldUS | Erstveröffentlichung: 14. Oktober 1991 Verkäufe: + 850.000 |

### Auszeichnungen für Musikverkäufe
| Land/Region                  | Auszeichnungen für Musikverkäufe (Land/Region, Auszeichnung, Verkäufe) | Verkäufe  |
| ---------------------------- | ---------------------------------------------------------------------- | --------- |
| Argentinien (CAPIF)          | Gold                                                                   | 30.000    |
| Deutschland (BVMI)           | Platin                                                                 | (500.000) |
| Europa (IFPI)                | 2× Platin                                                              | 2.000.000 |
| Finnland (IFPI)              | Gold                                                                   | (38.221)  |
| Frankreich (SNEP)            | Platin                                                                 | (300.000) |
| Italien (FIMI)               | Gold                                                                   | (50.000)  |
| Kanada (MC)                  | Gold                                                                   | 50.000    |
| Mexiko (AMPROFON)            | Platin                                                                 | 150.000   |
| Neuseeland (RMNZ)            | Platin                                                                 | 15.000    |
| Niederlande (NVPI)           | Platin                                                                 | (100.000) |
| Österreich (IFPI)            | Platin                                                                 | (50.000)  |
| Polen (ZPAV)                 | Platin                                                                 | (100.000) |
| Schweiz (IFPI)               | 2× Platin                                                              | (100.000) |
| Spanien (Promusicae)         | Platin                                                                 | (100.000) |
| Vereinigte Staaten (RIAA)    | Gold                                                                   | 500.000   |
| Vereinigtes Königreich (BPI) | Platin                                                                 | (300.000) |
| Insgesamt                    | 5× Gold · 13× Platin ·                                                 | 2.745.000 |

Hauptartikel: Queen (Band)/Auszeichnungen für Musikverkäufe

## Andere Versionen der Songs
- Die sogenannte „Explosive Version“ von Innuendo befindet sich nur auf der 12"-Single von Innuendo. Nach Mercurys abschließendem „Until the End of Time“ folgt als einzige Änderung ein „explosionsartiger“, deutlich ausgebauter instrumentaler Schlussteil.
- Des Weiteren unterscheiden sich zahlreiche Lieder der Vinyl-Platte von der CD-Version. Die Lieder wurden mitunter gekürzt, bei These Are the Days of Our Lives wird zum Beispiel sofort mit der ersten Strophe begonnen, der Anfang fehlt. Auch bei I’m Going Slightly Mad, Headlong, I Can’t Live with You, All God’s People, Don’t Try So Hard, The Hitman, Bijou und The Show Must Go On gibt es Kürzungen. Mit am deutlichsten macht sich das bei Bijou bemerkbar; so ist die CD-Version 3:37 Minuten lang, die LP-Version jedoch nur 1:19.
- Auf einer Promo-Kassette gibt es ebenfalls Versionen der Lieder, die sich von den Album-Fassungen unterscheiden. So fehlt zum Beispiel bei Headlong der Chorus.
- I Can’t Live with You wurde im Rahmen der Veröffentlichung von Queen Rocks neu aufgelegt. Der sogenannte „1997 Re-Take“ des Liedes ist spürbar rockiger gestaltet als das Original.
- Eine von Roger Taylor bei einem Solo-Auftritt gesungene Live-Version von Ride the Wild Wind befindet sich auf der 1994 erschienenen 7"-CD-Single und der Kassetten-Single von Taylors Stück Happiness.

## Demos
In der Innuendo-Session 1989/90 wurden einige Stücke geschrieben, die bisher nicht auf einem offiziellen Queen-Tonträger veröffentlicht wurden:
- Self Made Man – Hauptsächlich von May gesungen, im Mittelteil ist Mercury mit einer Strophe vertreten.
- Robbery – Ein kurzes Rockstück, das nach einer ebenfalls kurzen Gesangseinlage Mercurys hauptsächlich instrumental weitergeht.
- My Secret Fantasy – Von Deacon geschrieben, mit Mercury als Hauptstimme.
- Face It Alone – Etwas traurig gestimmtes Demo, es wurden zwei Previews und am 13. Oktober 2022 als Single veröffentlicht,[11] das nahezu 11 Minuten lange gesamte Stück bislang jedoch nicht.
- Freedom Train nimmt eine Sonderstellung ein. Das Lied wurde schon in der Innuendo-Session geschrieben und aufgenommen, aber ebenfalls nicht veröffentlicht. Eine umgeänderte Version ist aber auf Roger Taylors Solo-Album Happiness? vertreten.
- Außerdem existieren von einigen Stücken vorläufige Demos, die sich auf einigen Bootlegs befinden. So gibt es ein Demo von Headlong (das ohne E-Gitarre auskommt), eines von Delilah (welches deutlich mehr Gesangseinlagen von Freddie Mercury enthält) und schließlich ein Demo von The Hitman, welches ausschließlich von Brian May gesungen wird.